# Edy Reinalter
Edy Reinalter, švicarski alpski smučar, * 24. december 1920, St. Moritz, Švica, † 19. november 1962, Tschagguns, Avstrija.
Reinalter je nastopil na Zimskih olimpijskih igrah 1948 v svojem rodnem mestu St. Moritz, kjer je postal prvi olimpijski prvak v slalomu, olimpijske tekme so štele tudi za svetovno prvenstvo. Nastopil je tudi v kombinaciji, kjer je osvojil deseto mesto, in smuku, kjer je zasedel dvaindvajseto mesto. 